# Patricia Roberts Harris
Patricia Roberts Harris (Mattoon (Illinois), 31 mei 1924 – Washington D.C., 23 maart 1985) was een Amerikaans politicus en diplomaat. Harris was eerst in het kabinet van Jimmy Carter minister van Volksgezondheid en Sociale Zaken en later van Volkshuisvesting en Stedelijke Ontwikkeling. Ze was de eerste Afro-Amerikaanse vrouw die een positie in een presidentieel kabinet bekleedde en tevens de eerste Afro-Amerikaanse ambassadeur.

## Biografie

### Vroege jaren
Patricia Roberts Harris werd geboren als een dochter van Hildren en Berth Roberts. Ze studeerde aan de Howard-universiteit in Washington D.C. waar ze in 1945 summa cum laude afstudeerde. Harris keerde daarop terug naar het Midden-Westen en begon met een baan op de Universiteit van Chicago. Om actief te worden in de burgerrechtenbeweging trok ze toch weer naar Washington, waar ze werk kreeg aan de American University. Aangemoedigd door haar echtgenoot ging Harris ook zelf verder met verder studeren en haalde ze in 1960 haar Juris Doctor aan de George Washington-universiteit.

### Politieke carrière
Begin jaren zestig raakte Harris ook betrokken bij de Democratische Partij. In 1963 stelde president John F. Kennedy haar aan als covoorzitter van de National Women's Committee for Civil Right, dat een "koepelorganisatie was dat zo'n 100 vrouwengroepen door het hele land omvatte". In die zelfde periode keerde ze ook terug naar de Howard-universiteit waar ze de positie van studentendeken kreeg en in 1963 kreeg ze daar de positie van professor.
In oktober 1965 stelde president Lyndon B. Johnson Harris aan als Amerikaans ambassadeur in Luxemburg. Ze was bij haar aanstelling erg bewust van het feit dat ze de eerste Afro-Amerikaanse ambassadeur was en zei daarover: "Ik ben enorm trots en dankbaar dat deze president mij heeft uitgekozen om deze barrière te slechten, maar ook een beetje verdrietig omdat ik de 'eerste negervrouw' ben, omdat het impliceert dat er niet eerder aan ons werd gedacht." In 1968 eindige haar periode als ambassadeur.
Na haar terugkeer in de Verenigde Staten verkreeg Harris de positie van deken van de Law School van de Howard-universiteit. Ze legde haar taken alweer naar een maand neer, omdat de rector van de universiteit haar weigerde te steunen in haar standpunt tegen studentenprotesten.

### Ministerschap

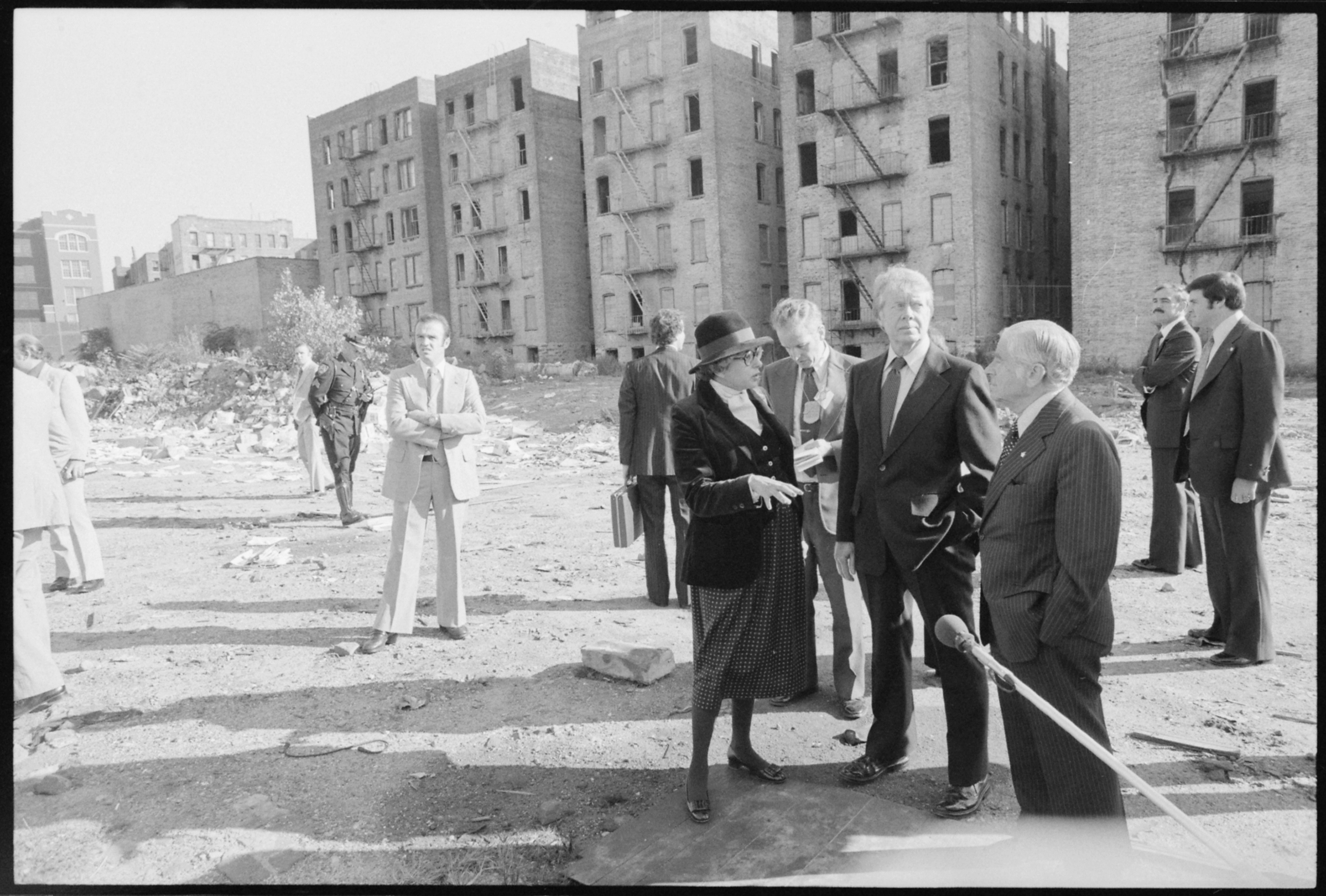
Patricia Harris samen met president Carter tijdens een bezoek aan South Bronx in 1977

Nadat Jimmy Carter werd verkozen tot president van de Verenigde Staten in 1976 koos hij Harris uit tot zijn minister van Volkshuisvesting en Stedelijke Ontwikkeling. Hiermee werd ze de allereerste Afro-Amerikaanse vrouwelijke minister. Tijdens haar ministerschap hervormde Harris haar departement en gaf ze miljoenen uit om achterstandswijken te verbeteren. Ook breidde ze het Urban Homesteading Plan uit en startte ze het Urban Development Action Grants, om bedrijven terug naar de verslechterde steden te lokken.
In 1979 kreeg Harris een andere functie in de regering van Carter en werd ze minister van Volksgezondheid, Onderwijs en Welzijn. In 1980 werd de naam van dit departement gewijzigd in Volksgezondheid en Sociale Zaken toen Onderwijs een eigen ministerie kreeg. Tot aan het einde van het presidentschap van Carter behield ze deze functie.

### Latere leven
Harris waagde in 1982 een poging om burgemeester van Washington D.C. te worden, maar slaagde daarin niet. Ze kreeg vervolgens een voltijd aanstelling als professor aan de Law School van de George Washington-universiteit. Harris overleed op 23 maart 1985 op zestigjarige leeftijd.

## Nalatenschap
In het jaar 2000 gaf de United States Postal Service een postzegel uit met de beeltenis van Harris. In datzelfde jaar richtte de Howard-universiteit ook de Harris Public Service Program ter ere van haar op waarin de universiteit studenten aanmoedigt om een loopbaan in de publieke dienst te overwegen. Sinds 2003 maakt Harris ook deel uit van de National Women's Hall of Fame.